# Karel Wiesner
Pour les articles homonymes, voir Wiesner.
Karel Wiesner, O.C.,  (25 novembre 1919 – 28 novembre 1986) est un chimiste canadien d'origine tchèque, connu pour ses contributions à la chimie des produits naturels, notamment les alcaloïdes d'aconit et les glycosides de digitale. Il était professeur à l'Université du Nouveau-Brunswick. Il est fait officier de l'ordre du Canada en 1975 "pour sa carrière distinguée dans le domaine de la recherche en chimie". Il meurt le 28 novembre 1986 à Fredericton, au Nouveau-Brunswick.